# Tumba

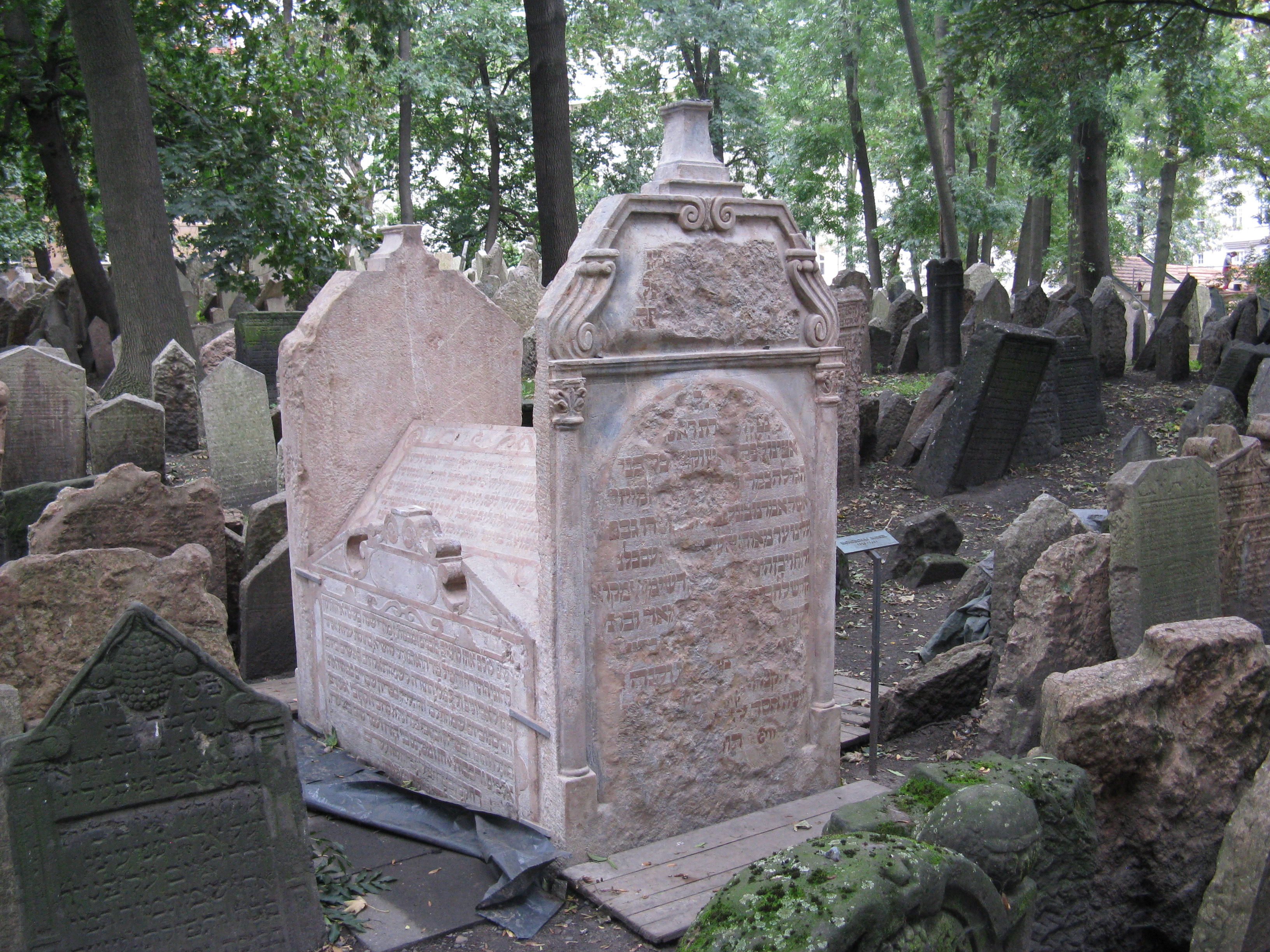
Mordecháj Maisel síremléke a prágai Régi zsidó temetőben

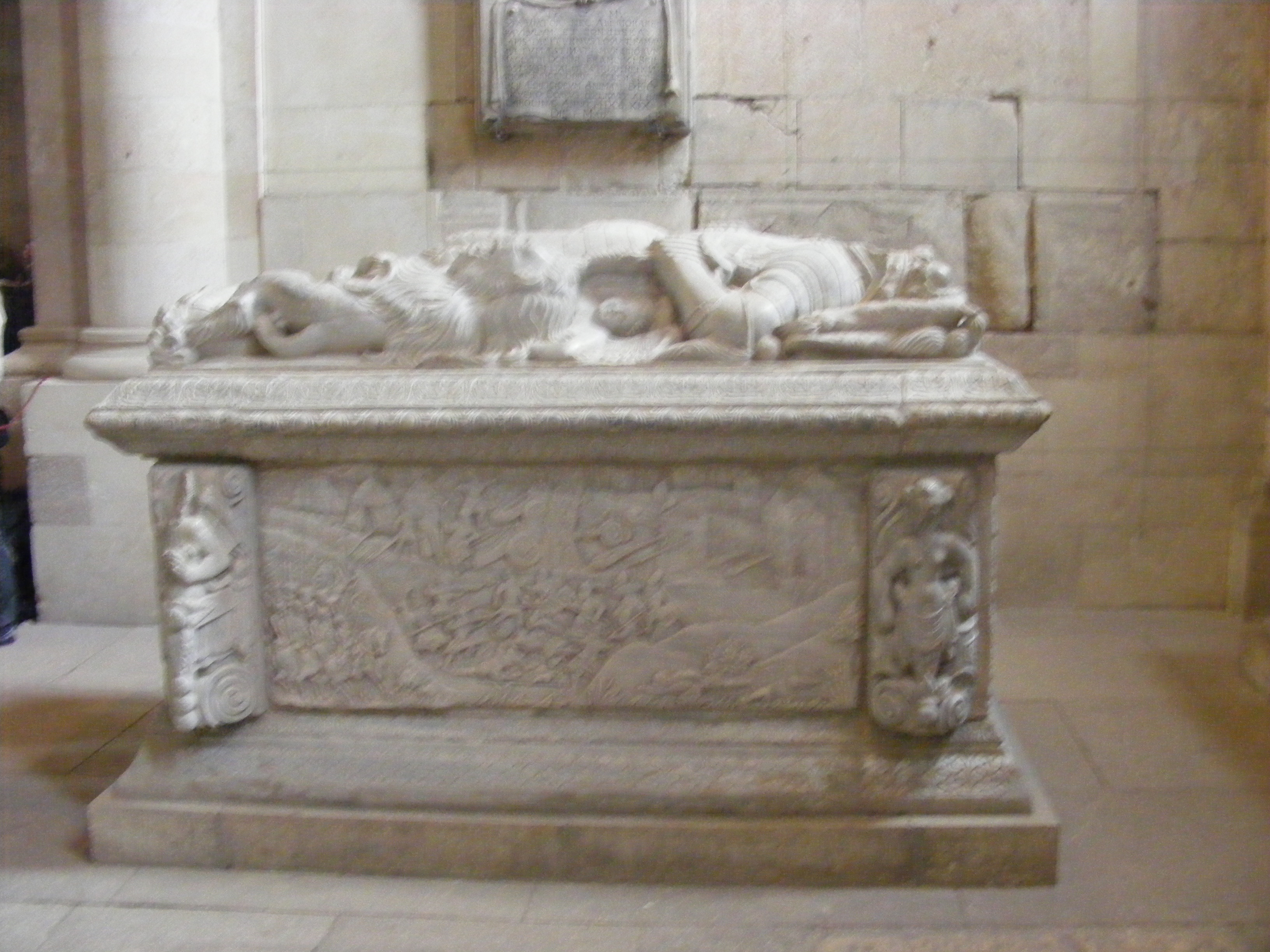
János Zsigmond fehérmárvány síremléke a gyulafehérvári érseki székesegyházban

A tumba fő jelentése olyan, jellemzően középkori síremlék, amelynek lényeges része a sokszor lábakon álló szarkofág. A lábakat gyakran csak jelzésszerűen munkálják ki az építmény oldalain; jellemzően elő- és hátlapján. Anyaga többnyire faragott kő; jellemzően márvány (MNL), de nem ritkák a bronzból öntöttek sem. Egyeseket szabadon állítottak fel, másokat fülkében, illetve épületben. Az elhunytat többnyire nem a szarkofágban helyezték el; a tényleges temetés rendszerint másutt volt. A szarkofág fedőlapján általában az elhunyt (jellemzően fekvő; halott benyomást keltő) szobrát helyezik el, az oldallapok feliratai és domborművei pedig életének eseményeire emlékeztetnek.
A síremlékre utaló módon ugyanígy nevezik azt a jelképes ravatalt és koporsót, amely a holttestet tartalmazó koporsót helyettesíti a gyászszertartásokon (Katolikus).

## Érdekesség
A katakomba szó a latin „cata tumbas” (tumbák, azaz sírok között) kifejezésből származik.